# Vereščaginovo pravilo
Vereščaginovo pravilo je način za enostaven izračun vrednosti določenega integrala produkta dveh funkcij. Pravilo je leta 1925 opisal ruski inženir Andrej Konstantinovič Vereščagin.

## Opredelitev
Pravilo pravi, da za pridobitev numerične vrednosti določenega integrala produkta dveh funkcij zadošča, če površino, ki jo opisuje določeni integral prve funkcije, pomnožimo z ordinato težišča figure druge funkcije ({\displaystyle g(x)}). Obe funkciji morata biti gladko zvezni, funkcija {\displaystyle g(x)} pa mora biti linearna. Definicija temelji na Mohrovem integralu.
{\displaystyle \int _{a}^{b}f(x)\cdot g(x)\,\mathrm {d} x=A_{f(a,b)}\cdot g_{t}}
V formuli {\displaystyle f(x)} in {\displaystyle g(x)} označujeta dve pomnoženi funkciji, {\displaystyle A_{f(a,b)}} je območje določenega integrala funkcije {\displaystyle f(x)} na intervalu {\displaystyle (a,b)} in {\displaystyle g_{t}} je ordinata funkcije v težišču območja določenega integrala funkcije {\displaystyle g(x)} na istem intervalu.

## Aplikacija
Najpogostejša uporaba Vereščaginovega pravila je izračun poteka upogibnega momenta na statično nedoločeni konstrukciji z metodo sil (Maxwell-Mohrova metoda). Za ta izračun se formula spremeni na naslednji način:
{\displaystyle \int _{0}^{l}M{\overline {M}}\,\mathrm {d} x=A_{M}\cdot {\overline {M_{t}}}}
{\displaystyle M} označuje potek momenta na osnovni statično določeni konstrukciji, {\displaystyle {\overline {M}}} je potek virtualnega momenta (vedno linearnega ali konstantnega), {\displaystyle l} je dolžina integracije (običajno dolžina nosilca).

## Primeri uporabe
- Za integracijo enako orientiranih trikotnikov velja:

{\displaystyle \int _{0}^{L}m_{1}m_{2}dx={\frac {Lab}{3}}}
- Za integracijo nasprotno orientiranih trikotnikov velja:

{\displaystyle \int _{0}^{L}m_{1}m_{2}dx={\frac {Lab}{6}}}
- Za integracijo dveh trapezov velja:{\displaystyle \int _{0}^{L}m_{1}m_{2}dx={\frac {L}{6}}[a(2c+d)+b(2d+c)]}
- Za integracijo pravokotnika in trikotnika velja:{\displaystyle \int _{0}^{L}m_{1}m_{2}dx={\frac {Lab}{2}}}
- Za integracijo trapeza in trikotnika velja:{\displaystyle \int _{0}^{L}m_{1}m_{2}dx={\frac {L}{6}}a(2c+d)}